# Geschützter Landschaftsbestandteil Lennesteilhang Berchum

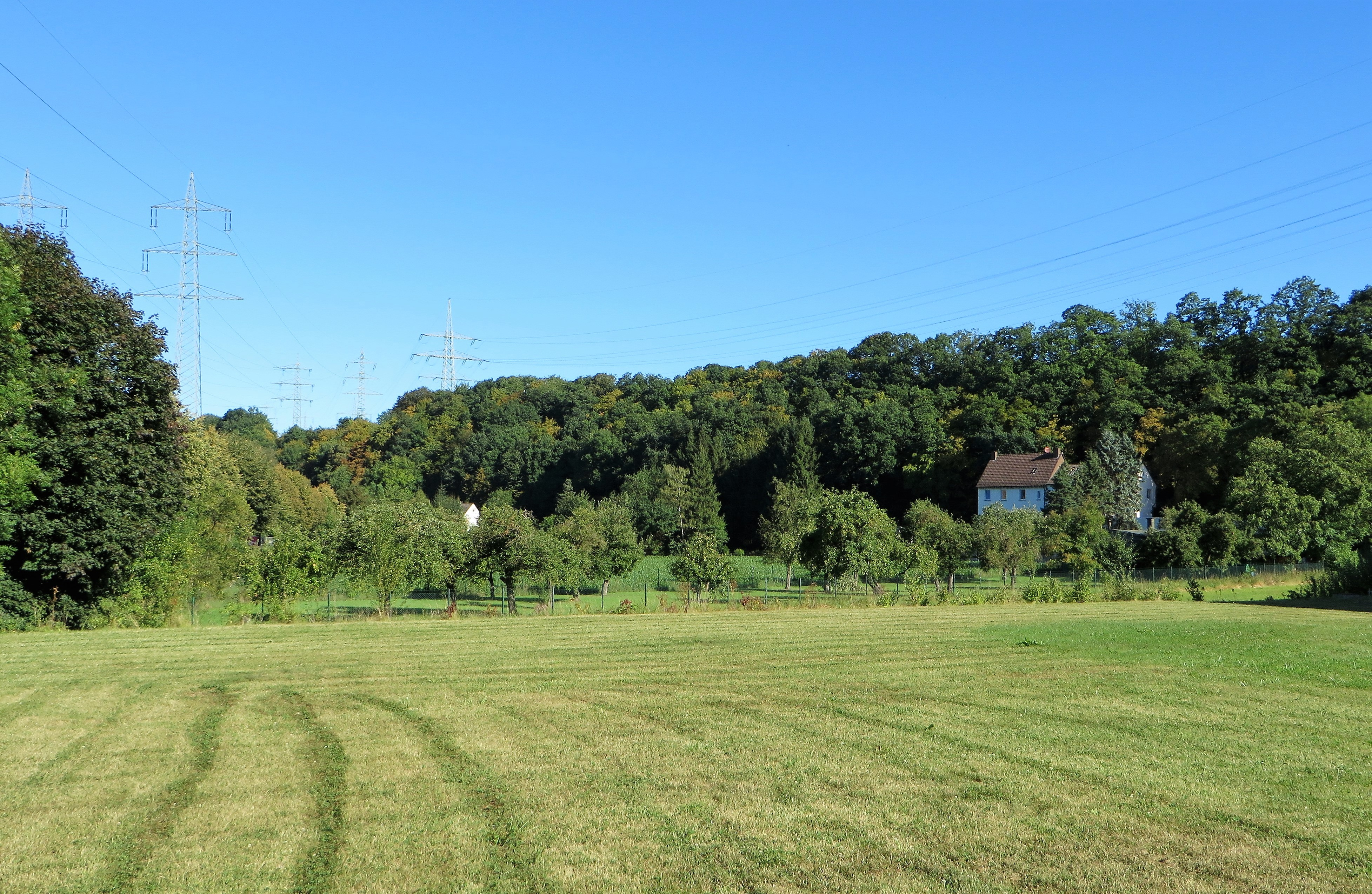
Geschützter Landschaftsbestandteil Lennesteilhang Berchum

Der Geschützte Landschaftsbestandteil Lennesteilhang Berchum mit einer Flächengröße von 3,9 ha befindet sich nordöstlich der Verbandsstraße und Wannebachstraße von Berchum auf dem Gebiet der kreisfreien Stadt Hagen in Nordrhein-Westfalen. Der LB wurde 1994 mit dem Landschaftsplan der Stadt Hagen vom Stadtrat von Hagen ausgewiesen.

## Beschreibung
Beschreibung laut Landschaftsplan: „Es handelt sich um einen überwiegend bewaldeten Steilhang (ehemaliger Lenne-Prallhang) mit kühl-feuchten Felspartien und artenreichen Laubwaldbeständen“.

## Schutzzweck
Laut Landschaftsplan erfolgte die Ausweisung: 
- „zur Sicherung der Leistungsfähigkeit des Naturhaushalts durch Erhalt eines strukturreichen Waldbiotops mit herausragender zoologischer Bedeutung und eines Lebensraumes für zahlreiche gefährdete Pflanzenarten.“[1]